# フランクフルト日本人国際学校
フランクフルト日本人国際学校（略：JISF、独：Japanische Internationale Schule Frankfurt e. V.）とは、ドイツ・フランクフルトのハウゼン地区にある日本人学校である。
1985年4月21日に開校。2022年度の生徒の在籍数は小学部が164人、中学部が43人の計207人で、これとは別に34人の教職員が在籍している。
小中学部の他に幼稚部も併設されている他、フランクフルト補習授業校 (Japanisches Institut Frankfurt am Main e.V)は学校内でクラスを開いている。